# Toreo de la vincha
El toreo de la vincha es un festejo popular taurino que se celebra en la localidad de Casabindo, departamento de Cochinoca (Jujuy), durante las fiestas de la Asunción de la Virgen María, el 15 de agosto. Es una herencia de la época del Virreinato del Río de la Plata y de la cultura española.

## Origen
El origen de este festejo popular taurino se remonta a la época del Virreinato del Río de la Plata. En dicha tradición, se mezcla la religiosidad popular originaria de la conquista con el espíritu Kolla de los pueblos puñenos y la influencia cultural española.
Cuenta la leyenda que Pantaleón de la Cruz, hijo del cacique local de Casabindo Quipildor Tabarcachi, se sublevó contra los españoles; delito que tenía que pagar con la muerte. Por ello, colocaron una vincha roja con soles de plata en los cuernos de un astado y le arrojaron a una plaza donde había varios toros. Como la vincha era el único recuerdo que le quedaba de su madre, Pantaleón decide torear y, finalmente logra quitar la vincha de las astas del toro. Finalmente, moribundo, ofrece esta prenda a la Virgen de la Asunción para que libere a su pueblo.
Desde entonces, año tras año, los toreros reivindican la figura de Pantaleón cumpliendo con una tradición muy arraigada al municipio.

## Descripción del festejo
Esta fiesta se lleva a cabo en la plaza Quipildor de la localidad de Casabindo, departamento Cochinoca, provincia de Jujuy el 15 de agosto con motivo de las fiestas de la Asunción de la virgen María.
Esta comienza el día anterior. Por la tarde llegan hasta el lugar bandas de sikuris de localidades vecinas que se agrupan por la noche para compartir bebidas típicas como la chicha y comidas tradicionales al sonido del erke (instrumento precolombino). Al día siguiente se realiza una misa a cargo del obispo de Humahuaca. Al finalizar, tiene lugar una procesión por toda la localidad en la que los fieles llevan una imagen de la virgen mientras una banda de músicos imita melodías litúrgicas de la Semana Santa andaluza. La procesión finaliza en la plaza de toros, y acto seguido, empieza el toreo.
Respecto al atuendo de los asistentes, los peregrinos llegan con vestidos con plumas de ñandú y portan cascabeles en las piernas. Esto último se realizaba para pedir que lloviera durante los meses de siembra. Además, quienes encabezan la fiesta llevan máscaras con motivos equinos.

## Reglas
Las reglas del festejo son pocas y muy simples; se necesita agilidad y coraje para esquivar los ataques del toro, que lleva en sus astas una vincha con monedas de plata. Quien logra quitarle la vincha al toro sin dañarlo y sin lastimarse, gana. A continuación debe ofrecérsla a la virgen.
Para poder quitarle la vincha al toro, éste tiene que haber embestido, por lo menos, tres veces al torero. Si la quita antes de la tercera embestida, se considera nula la toreada y el torero no suma puntos para la competición.

## Interés turístico
El toreo de la vincha supone para el municipio uno de los atractivos turísticos más importantes del año; atrayendo tanto a turistas como a naturales de la localidad que residen en otros lugares, logrando reunir a más de 5000 personas a su alrededor. Además, también supone un impacto en la economía local; en este sentido, alrededor de la fiesta los puesteros de la Puna y la Quebrada montan carpas de comida y se vende artesanía.
Por todo ello, en 2016 el Senado de la Nación Argentina declaró la fiesta patronal de Nuestra Señora de la Asunción, el culto a la Pachamama y el “Toreo de la Vincha” como "Fiesta de interés turístico y cultural".